# Huaraz (stad)
Huaraz is een stad in de gelijknamige provincie van Peru. Het is de hoofdstad van de regio Ancash in de Cordillera Blanca in de Andes.
De stad is de zetel van het rooms-katholieke bisdom Huaraz.
De stad werd in 1970 bijna volledig vernield ten gevolge van een aardbeving.
Het wordt door alpinisten gezien als een goed uitgangspunt om de zesduizenders in de Cordillera Blanca binnen enkele dagen te beklimmen. Het stadje is volledig ingesteld op de klimmers, er zijn vele klimwinkels en een berggidsenbureau.

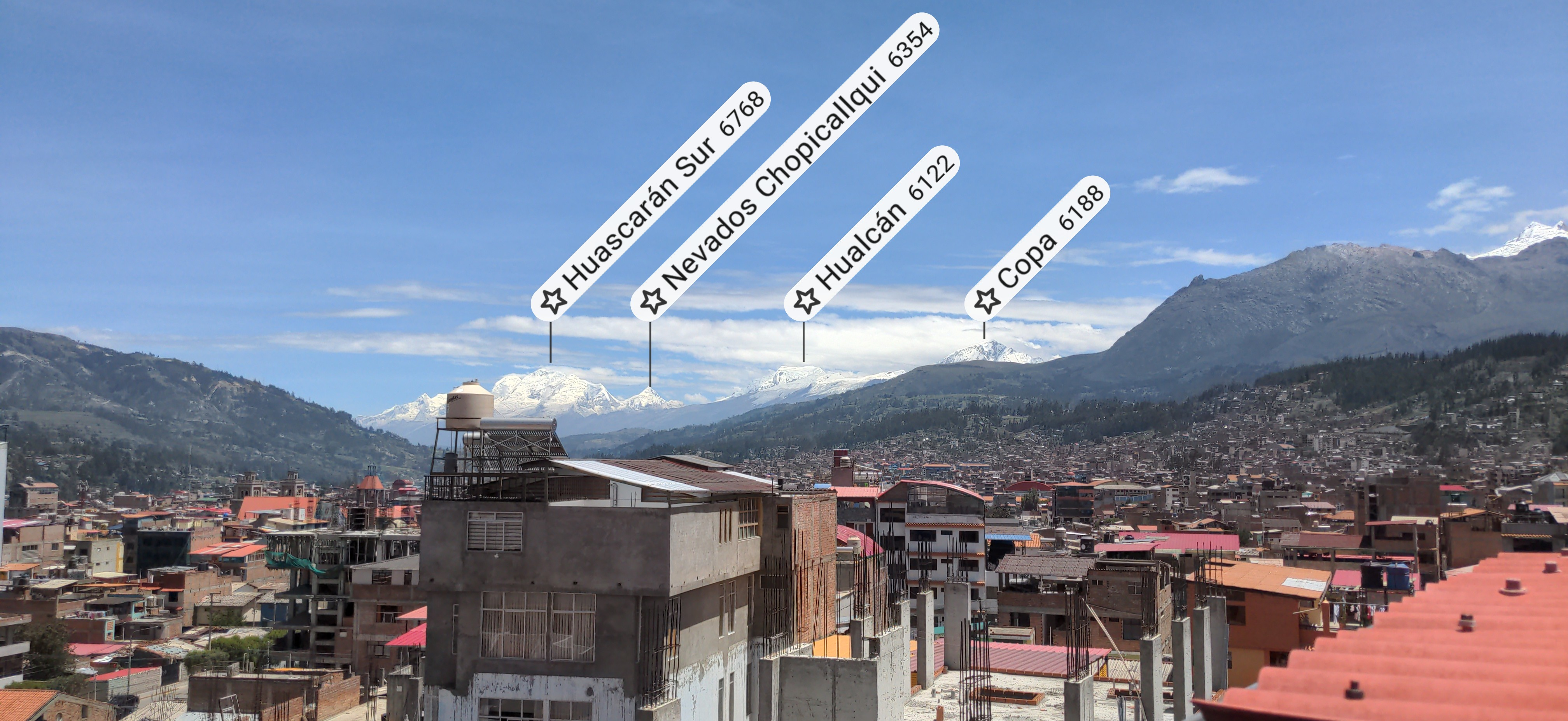
Uitzicht in noordelijke richting over Huaraz naar de toppen van de Cordillera Blanca

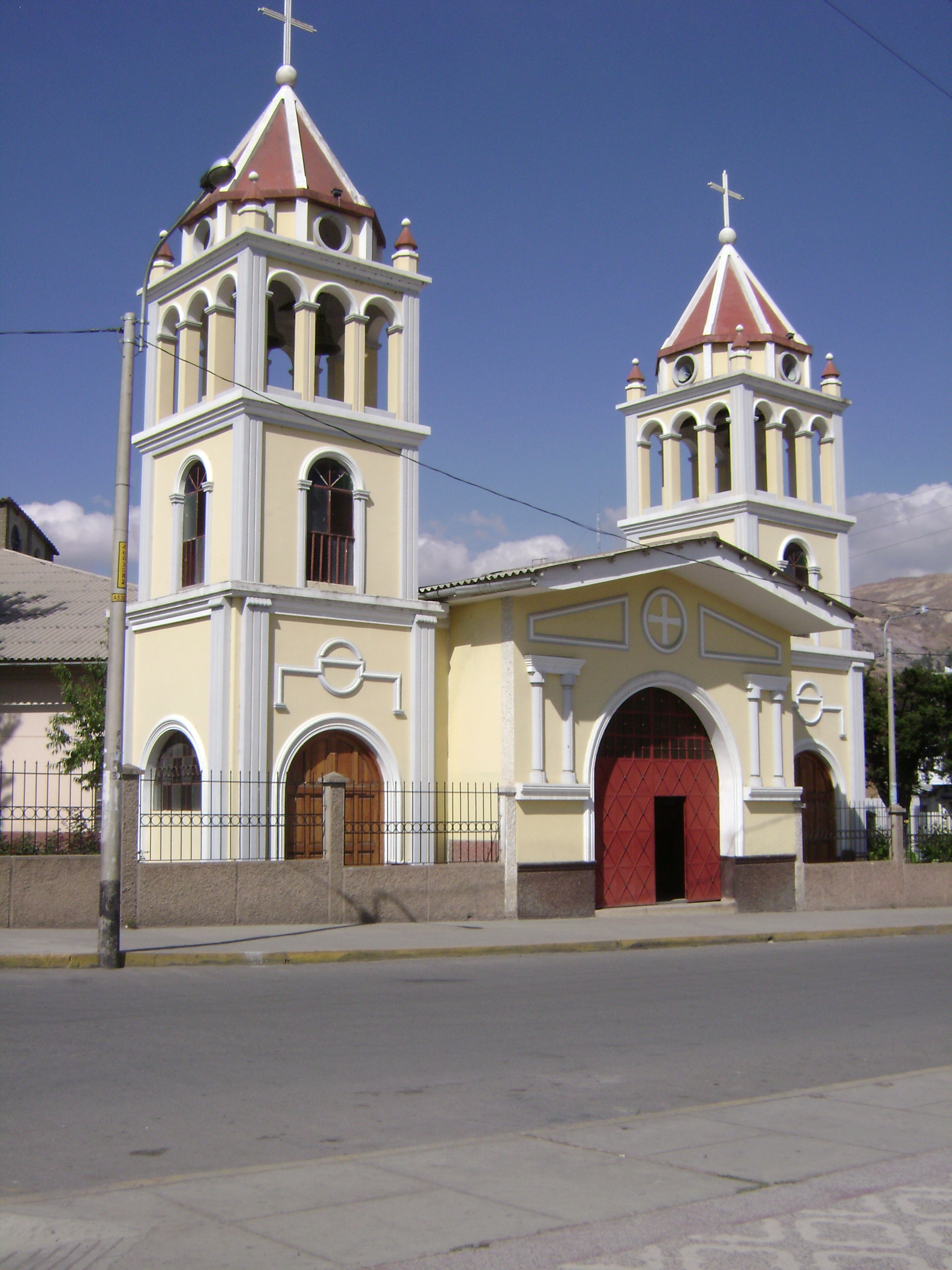
De kerk in het centrum
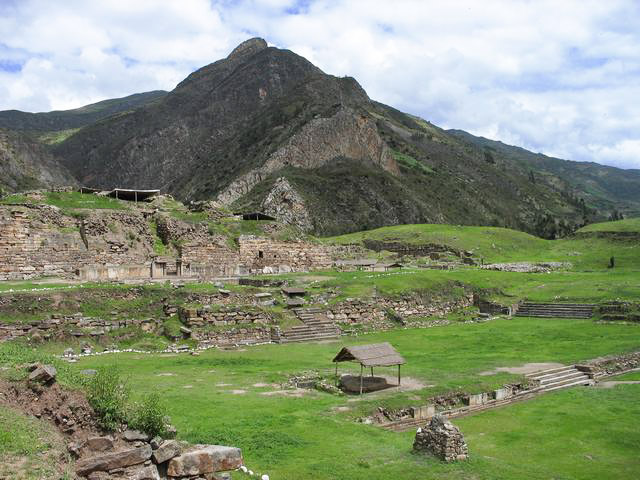
Monumento Arqueológico Chavín de Huántar

## Bestuurlijke indeling
Deze stad (ciudad) bestaat uit twee districten:
- Huaraz (hoofdplaats van de provincie)
- Independencia